# V4381 Sagittarii
V4381 Sagittarii eller HD 165784 är en ensam stjärna i den norra delen av stjärnbilden Skytten. Den har en högsta skenbar magnitud av 6,54 och är svagt synlig för blotta ögat där ljusföroreningar ej förekommer. Baserat på parallax från Hipparcos-uppdraget på 2,25 mas beräknas den befinna sig på ett avstånd på ca 1 400 ljusår (ca 400 parsek) från solen. Stjärnan rör sig närmare solen med en heliocentrisk radialhastighet av -16 km/s. Avståndet till V4381 var 2021 fortfarande osäkert bestämt. 2018 års forskning baserad på radiointerferometri har uppmätt 2,2 ± 0,6 millibågsekunder parallax, medan Gaia Early Data Release 3, baserad på optisk astrometri, har resulterat i uppmätt parallax 0,62732 ± 0,62732.

## Observation
V4381 Sagittarii är förknippad med en liten reflektions- och emissionsnebulosa, även om den faktiskt inte ligger inom nebulositeten. Nebulosan är katalogiserad som GN 18.05.6. Den listades först som VdB 113 och beskrevs som möjligen förbunden med en löst öppen stjärnhop. Det namnet har sedan använts för själva stjärnhopen, som är mycket mer avlägsen än avståndet för V4381 Sagittarii som baseras på dess Hipparcos-parallax. Hela stjärnhopen är mindre än en kvarts grad tvärs över, med dussintals medlemmar från 8:e magnituden och nedåt. V4381 Sagittarii är listad som en trolig medlem, medan de närliggande ljusa stjärnorna HD 165516 och WR 111 anses osannolikt ingå i den.

## Egenskaper
V4381 Sagittarii är en vit till blå superjättestjärna i huvudserien av spektralklass av A2/A3 Iab. Den har en massa motsvarande ca 7 solmassor, en radie motsvarande ca  solradier  och utsänder energi från dess fotosfär av ca 39 000 gånger solen vid en effektiv temperatur av ca 9 000 K.

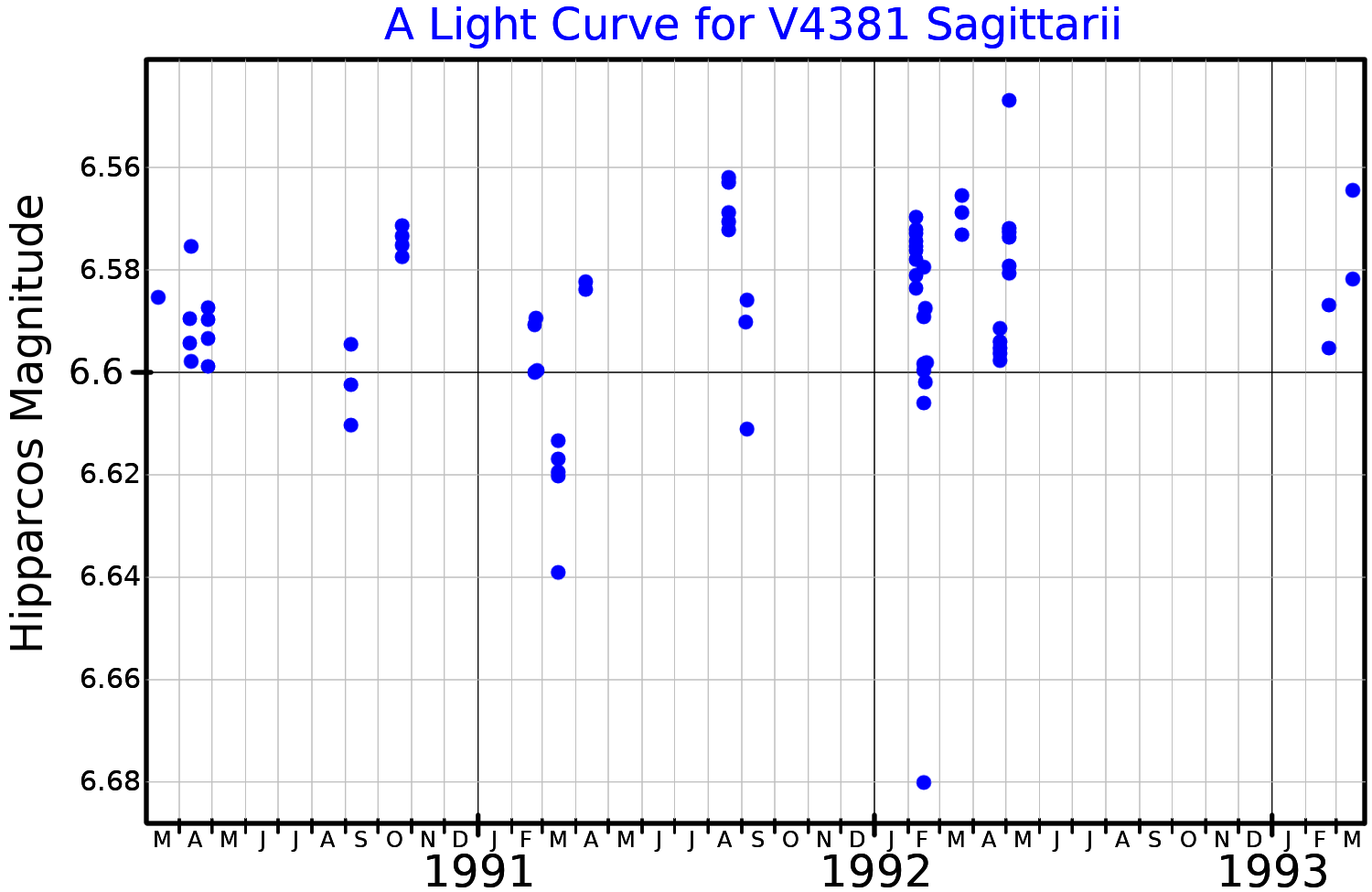
Ljuskurva i synliga bandet för V4381 Sagittarii plottade från Hipparcos-data.

V4381 Sagittarii är en Alfa Cygni-variabel som varierar mellan skenbara fotografiska magnituder 6,57 och 6,62. Dess visuella skenbara magnitud är cirka 6,54.